# Serhij Fesenko
Serhij Łeonidowycz Fesenko (ukr. Сергій Леонідович Фесенко; ur. 29 stycznia 1959 w Krzywym Rogu) – ukraiński pływak, który reprezentował ZSRR. Mistrz olimpijski, dwukrotny wicemistrz świata i mistrz Europy specjalizujący się w stylu motylkowym i zmiennym.

## Kariera
Jego pierwszymi międzynarodowymi zawodami były mistrzostwa Europy, które odbyły się w 1977 roku w szwedzkim Jönköping, gdzie zdobył złoty medal na 400 m stylem zmiennym. Rok później, został w tej konkurencji wicemistrzem świata.
W 1980 roku podczas igrzysk w Moskwie wywalczył złoto na dystansie 200 m stylem motylkowym. W konkurencji 400 m stylem zmiennym został wicemistrzem olimpijskim.
Fesenko na uniwersjadzie w Bukareszcie zdobył trzy złote medale. Okazał się najlepszy na 200 m stylem motylkowym oraz 200 i 400 m stylem zmiennym. W tym samym roku na mistrzostwach Europy w Splicie obronił tytuł mistrza na 400 m stylem zmiennym i wywalczył brąz w konkurencji 200 m stylem motylkowym.
Rok później, podczas mistrzostw świata w Guayaquil zdobył srebrny medal na dystansie 200 m motylkiem i brąz na 400 m stylem zmiennym.
W 1983 roku w konkurencji 200 m stylem motylkowym wywalczył złoto na uniwersjadzie w Edmonton. Na tym dystansie zajął także drugie miejsce podczas mistrzostw Europy w Rzymie.
Jego ostatnimi zawodami międzynarodowymi była Przyjaźń-84.
Po zakończeniu kariery zawodniczej pracował na Ukrainie jako trener pływania, a później został wiceprezydentem Kijewskiej Federacji Pływackiej.

## Życie prywatne
Jego synowie Serhij i Kyryło także byli pływakami.